# آرنزاس پس (تگزاس)
آرانزاس پس، تگزاس(به انگلیسی: Aransas Pass, Texas) شهری در ایالت تگزاس از ایالات جنوبی ایالات متحده آمریکا است. در سرشماری سال ۲۰۰۰، جمعیت این شهر ۸۱۳۸ نفر اعلام شد.